# Jerry Vale
Pour les articles homonymes, voir Vale.
Jerry Vale (né Gennaro Luigi Vitaliano le 8 juillet 1930 dans le Bronx à New York et mort à Palm Springs, Californie le 18 mai 2014) est un chanteur américain.

## Discographie

### Albums studio
- 1959 : The Same Old Moon
- 1961 : Jerry Vale's Greatest Hits

- 1966 : Everybody Loves Somebody

- 1968 : I Hear a Rhapsody

- 1969 : Where's the Playground Susie?

- 1971 : We've Only Just Begun
- 1971 : The Jerry Vale Italian Album
- 1971 : I Don't Know How to Love Her
- 1972 : Sings the Great Hits of Nat King Cole
- 1972 : Alone Again (Naturally)
- 1973 : Love Is a Many-Splendored Thing
- 1973 : What a Wonderful World
- 1974 : Jerry Vale's World
- 1974 : Free as the Wind